# Cosmic Background Explorer

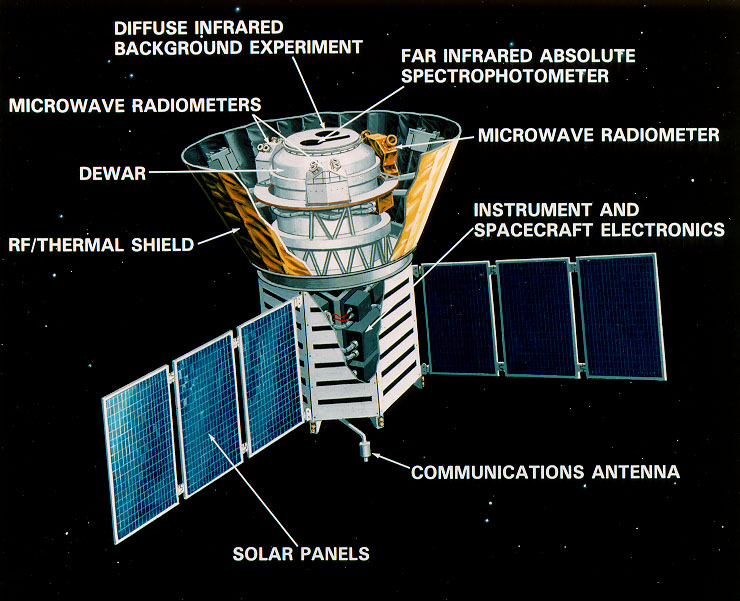
Schema satelitului

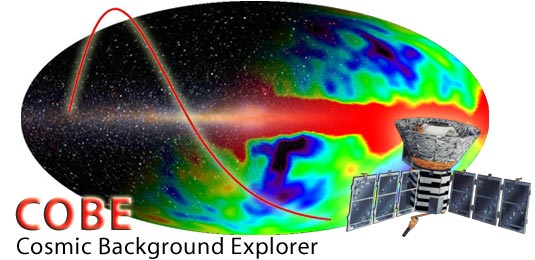
Sigla COBE

COsmic Background Explorer (COBE), de asemenea, menționat ca Explorer 66, a fost un satelit dedicat cosmologiei. Obiectivele sale au fost de a investiga radiația cosmică de fond de microunde (CMB) a universului și să furnizeze măsurători care ar putea ajuta contribui la modelarea înțelegerii noastre privind cosmosul. A fost lansat la 18 noiembrie 1989 la Vandenberg Air Force Base prin intermediul unei rachete Delta și a avut o misiune de cca. 4 ani. Masa sa era de 2270 kg și se rotea în jurul Pământului în 103 minute având înălțimea orbitei de 900,2 km.

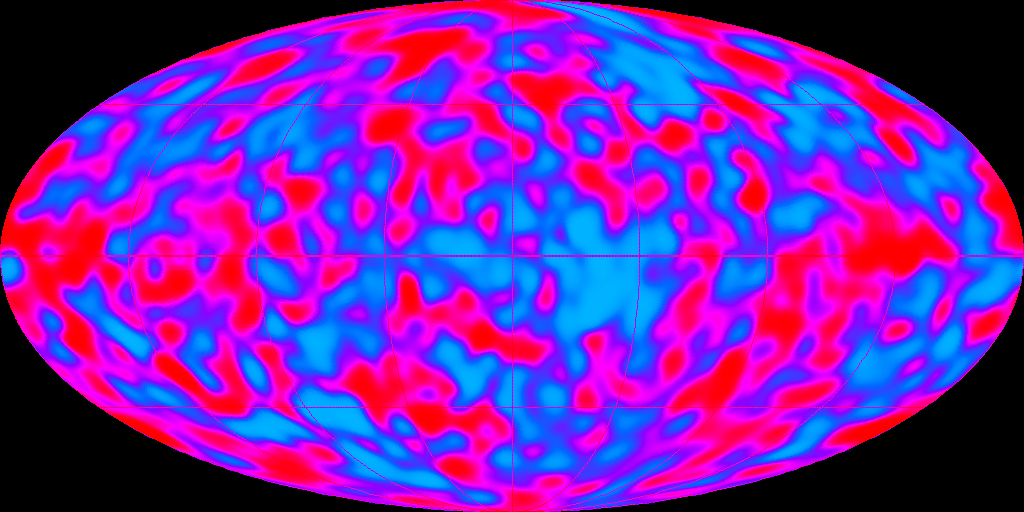
Faimoasa hartă a CMB bazată pe datele obţinute de COBE